# Wolfgang Rödel
Wolfgang Rödel (* 27. Juni 1924 in Gersdorf; † 21. Juli 2007 in Berlin) war ein deutscher Medienwissenschaftler und Featureautor.

## Leben
Rödel beantragte am 21. Mai 1942 die Aufnahme in die NSDAP und wurde zum 1. September desselben Jahres aufgenommen (Mitgliedsnummer 9.166.651).
Nach dem Krieg wurde er Mitglied der SED und leitender Mitarbeiter des Staatlichen Komitees für Rundfunk der DDR. Er war Professor für Journalistik an der Karl-Marx-Universität Leipzig.
Rödel wurde 1963 als Nachfolger von Hermann Budzislawski Dekan an der Fakultät für Journalistik. Der Schwerpunkt seiner Arbeit lag im Bereich Hörfunk, für den er bis zu seinem Tode als Featureautor tätig war.
Für seine Tätigkeit erhielt er unter anderem den Vaterländischen Verdienstorden der DDR.
Wolfgang Rödel lebte in Glienicke/Nordbahn. Im Juli 2007 starb er im Alter von 83 Jahren an den Folgen einer Krebserkrankung in einem Krankenhaus in Berlin-Buch.

## Werke
Schriften
- Forster und Lichtenberg. Ein Beitrag zum Problem deutsche Intelligenz und Französische Revolution. Berlin: Rütten & Loening, 1960.
- Menschenbild und Journalismus. Brandenburg: Verband der Deutschen Journalisten, 1967.

Radio-Features
- Begegnung im Palas. Regie: Helmut Hellstorff. Prod.: Rundfunk der DDR, 1967. (Feature über Heinrich Heine)
- „Als hätte sich jemand ganz wundervoll betrunken“. Hans Falladas Jahre in Carwitz. Feature mit Hilmar Thate, Jutta Wachowiak u. a. Regie: Horst Liepach. Prod.: ORB, 1993. (2000 unter dem Titel Hans Falladas Jahre in Carwitz im Audio Verlag als Hörbuch erschienen. ISBN 3-89813-121-1)